# HKL Baumaschinen
Die HKL Baumaschinen GmbH ist ein inhabergeführtes Unternehmen für Baumaschinen-Handel und -Vermietung mit Hauptsitz in Hamburg.
HKL besitzt über 170 Standorte in Deutschland und beschäftigt 1.550 Mitarbeiter. Je weitere Niederlassungen befinden sich in Österreich und Polen.

## Geschichte
HKL wurde 1970 von den Gesellschaftern Claus Städing (1940–2006) und Wolfgang Thumm aus Hamburg, Hans-Hermann Johnson aus Kiel und Bernd Meyer (1940–2009) aus Lübeck mit diesen drei Standorten gegründet (aus den Anfangsbuchstaben der Städte wurde der Name „HKL“ gebildet). Während anfangs ausschließlich Baumaschinen und Baugeräte verkauft wurden, erfolgte ab 1972 der Aufbau des ersten Baumaschinen-Mietparks. 1976 wurde mit der Vermietung von Stahlverbau begonnen. 1979 stand ein erster Minibagger im Mietpark. 1983 erfolgte die Einführung von Teleskopmaschinen und 1996 von Hüllkreisbaggern in Deutschland. 2004 begann eine Spezialmaschinen-Vermietung mit Bedienpersonal.
Neben der Vermietung von Baumaschinen, Raumsystemen und Fahrzeugen betreibt HKL auch rund 160 Baushops, in denen Baugeräte und Zubehör verkauft werden. Neu sind seit 2003 die sogenannten HKL Mietshops, in denen auch Kleingeräte und Werkzeuge vermietet werden.
Um sowohl die Mietmaschinen als auch externe Maschinen reparieren zu können, unterhält HKL eine eigene Serviceorganisation. 
2021 erreichte das Unternehmen mit seinen 1.550 Mitarbeitern in den Sparten Vermietung, Baumaschinenhandel, Baushop und Service einen Umsatz von rund 450 Millionen Euro.
HKL Baumaschinen Austria wurde 2012 gegründet. Die ersten Center entstanden in Wiener-Neudorf und Linz. 2013 wurden weitere HKL Center in Wolkersdorf (Wien) und Graz eröffnet. 2013 eröffnete HKL einen eigenen Online-Shop, in dem Baugeräte und Zubehör zum Kauf angeboten werden. 2016 entstand das erste Spezialcenter für Arbeitsbühnen und Teleskopmaschinen in Dortmund. In vielen Metropolregionen Deutschlands wurden ab 2019 zusätzliche Spezialcenter für Stromerzeuger eingerichtet. Im Jahre 2020 bestand das Unternehmen 50 Jahre.